# Улица Милунке Савић (Врање)
| Милунке Савић                 | Милунке Савић                    |
| ----------------------------- | -------------------------------- |
|                               |                                  |
| Почетак                       | улица Краља Стефана Првовенчаног |
| Крај                          | улица Париске комуне             |
| Дужина                        | 752,5 m                          |
| Ширина                        | 7,8 m                            |
| Створена                      | 1971. год.                       |
| Названа                       | 2021. год.                       |
| Стари називи                  | Моше Пијаде                      |
|                               |                                  |
|                               |                                  |
| Поглед на улицу Милунке Савић |                                  |

Улица Милунке Савић је добила назив по чувеној српској хероини Милунки Савић. До 2021. године носила је назив Моше Пијаде.

## Улицом Милунке Савић
У овој познатој врањској улици налази се вртић „Наше дете“, Спортски центар Врање као и две средње школе: Медицинска школа „Др Изабел Емсли Хатон“ и Хемијско-технолошка школа.